# Nächte in Straßburg
Nächte in Straßburg (französisch: Les nuits de Strasbourg) ist ein Roman der französisch-algerischen Schriftstellerin Assia Djebar aus dem Jahr 1997. Auf Französisch erschien er bei Actes Sud, in der deutschen Übersetzung von Beate Thill erschien er 1999 im Unionsverlag Zürich.

## Inhalt

### Handlung
Der Prolog zeichnet schlaglichtartig die Evakuierung Straßburgs zu Beginn des Zweiten Weltkriegs im Jahr 1939 nach. Die Eindrücke der verschiedenen Bewohner, bis am Ende auch die Vögel die Stadt verlassen und nur Hunde, Katzen und Ratten zurückbleiben.
Die Geschichte ist in neun Tage im Jahr 1990 eingeteilt. Es sind neun Tage, in denen die Protagonistin Thelja einen Mann in Straßburg besucht. Thelja hat mit Anfang 30 ihre Familie in Algerien verlassen und ist nach Paris gezogen. Sie besucht den wesentlich älteren Mann, den sie in Paris kennengelernt hat und sie verbringen die erste Nacht miteinander. Am Tag darauf besucht sie ihre ebenfalls in Straßburg ansässige Jugendfreundin Eve, eine arabische Jüdin. Auch Eve hat Mann und Kind in Marrakesch zurückgelassen und arbeitet als Fotografin in Europa. Sie ist inzwischen mit einem Deutschen liiert, Hans. Da sie sich aufgrund der Geschichte geschworen hat, nie Deutschland zu betreten, ist sie dem in Heidelberg ansässigen Urbanisten mit Straßburg so nahe gezogen, wie sie es möglich fand. Inzwischen erwartet sie ein Kind von ihm. Thelja und Eve schwelgen in Kindheitserinnerungen aus Algerien, bevor Thelja zu dem Mann ins Hotel zurückkehrt.
Am dritten Tage sucht sie die Universitätsbibliothek auf, um in den Kopien des Hortus Deliciarum von Herrad von Landsberg zu schwelgen. Nachts erzählt der Mann von seiner Mutter und von seinen Erinnerungen an die Evakuierung der Stadt. Seinen Vater hat er nie kennengelernt, als elsässischer Nationalist wurde er von der Wehrmacht eingezogen und fiel in Russland. Am folgenden Samstag trifft Hans aus Heidelberg bei Eve ein. Ihm wird zum ersten Mal die Bedeutung der kommenden Vaterschaft völlig klar, sie geraten in einen kurzen Streit über die Beschneidung des Jungen. Am Abend gibt das Paar einen Apéro. Neben Thelja und Francois kommen noch Irma und Karl und Jacqueline, die mit Jugendlichen aus dem Banlieue das Stück Antigone inszeniert. Thelja erklärt, wie sie zu ihrem Vornamen („Schnee“) gekommen ist. Ihr Vater war Kommandant einer Rebelleneinheit im Algerischen Unabhängigkeitskrieg und hatte sich mit ihrer Mutter abseits des Dorfes getroffen. Auf dem Rückweg lief die Mutter im Winter durch hohen Schnee. In dieser Nacht liegt das Paar nur nebeneinander.
Am Tag darauf besuchen sie alle gemeinsam die Generalprobe von Jacquelines Stück. Eve bittet Hans, mit ihr die Straßburger Eide nachzusprechen –, sie spricht in diesem Rahmen zum ersten Mal mit ihm auf Deutsch. Einen Tag später fährt Eve mit Irma in ein kleines Dorf in den Vogesen. Irma hat als jüdisches Kind die deutsche Besatzung überlebt, weil eine Resistance-Kämpferin sie als ihre Tochter ausgegeben hatte. Sie möchte, dass diese Frau sie offiziell als Kind annimmt, doch diese weigert sich. Thelja besucht Francois bei ihm zu Hause. Am folgenden Tag besuchen Eve und Thelja einen alten Mönch. Er hat in seiner Jugend in Algerien gelebt und später maghrebinischen Migranten in Frankreich ein Dach über dem Kopf geboten. Er hat Fotos aus der Heimatregion der beiden Freundinnen aufbewahrt. Irma besucht mit Karl ein Theaterstück. Auf dem Nachhauseweg gesteht Karl ihr, dass er sich aus ihrer Bekanntschaft mehr erhofft. Auch erzählt er ihr, dass er als Sohn einer ursprünglich aus dem Elsass stammenden Familie in Algerien aufwuchs und erst später als pied-noir ins Elsass kam. Irma weist ihn zuerst zurück, entscheidet sich im Verlauf der Nacht jedoch anders.
Am darauffolgenden Tag wird Jacqueline von ihrem früheren Partner auf offener Straße erschossen. Es ist ein algerisch-stämmiger junger Mann, der Sohn von Eves Nachbarin. Die Hauptdarstellerin des Stücks, Jamila, kann Jacqueline nicht mehr ihre Liebe gestehen und verzweifelt. Eve und Thelja trösten den Tag und die Nacht über die völlig aufgelöste Mutter des Täters. Am letzten Tag von Theljas Aufenthalt in Straßburg besuchen alle das Theaterstück. Es wird jedoch nicht gespielt, Jamila hält einzig einen schwer interpretierbaren Monolog.
Im Epilog wird klar, dass es für Thelja und Francois keine Zukunft gegeben hat. Nach ihrer Rückkehr hat sie sich kaum noch bei ihm gemeldet und bei einem Besuch seinerseits in Paris wird klar, dass sie die Beziehung nicht fortsetzen möchte. Später verschwindet Thelja, weder Francois noch ihr Ehemann in Algerien wissen, wo sie ist. Nur der Leser erfährt, dass sie mit unbekannter Absicht nach Straßburg zurückgekehrt ist.

### Wiederkehrende Motive
Innerhalb der verschiedenen Handlungsstränge sind es verschiedene Motive, die immer wiederkehren. Eines davon ist das Erbe der Vergangenheit. Eve, Thelja, Francois, Karl und Irma sind alle auf die eine oder andere Weise durch die Ereignisse des Zweiten Weltkriegs oder des Algerienkriegs geprägt. Ein weiteres ist die Verbundenheit der Regionen, Geschichten, Personen und Handlungen aus Algerien und dem Elsass scheinen miteinander verwoben. Das letzte Kapitel trägt dann auch den Titel „Alsagerie“. Zuletzt ist es ein bei Assia Djebar wiederkehrendes Motiv der Rolle und Vielgestaltigkeit von Sprachen, etwa wenn Eve zum ersten Mal mit Hans Deutsch spricht.

## Form
Das Buch ist überwiegend aus der Erzählperspektive von Thelja beschrieben, spätere Kapitel aber auch aus der Perspektive anderer Figuren wie Eve oder Irma.

## Einordnung in das Werk des Autors
In einem im Journal The French Review erschienenen Artikel deutet Michael O’Riley Nächte in Straßburg als eine Fortsetzung der Auseinandersetzung Assia Djebars mit dem Algerienkrieg und den Wunden der Vergangenheit Algeriens. Die im Buch geschilderten Traumata und Verwerfungen, die in Europa durch den Zweiten Weltkrieg entstanden, stünden stellvertretend für das Leid der Menschen in Algerien. Er hebt auch einige der von Djebar im Werk angelegten Widersprüche hervor. So wurden die Straßburger Eide zwar zum Zweck des Friedensschlusses gesprochen, jedoch war mit ihnen auch das Ziel verbunden, einen gemeinsamen Feldzug gegen den dritten Thronprätendenten Lothar I. zu führen. Er hebt auch hervor, dass der Name der Theatergruppe Smala zwar wie im Buch genannt eines der Wörter ist, die aus dem Arabischen in das Französische gelangt sind, der Hintergrund dazu jedoch eine berühmte Schlacht des Duc d'Aumale im Zuge der Niederschlagung algerischer Aufstände im 19. Jahrhundert war.
Die promovierte Romanistin und Musikerin Kathryn Lachman sieht in Nächte in Straßburg die Anwendung eines narrativen Konzepts Edward Saids. Dieser hatte die für die Komposition von Mehrstimmigkeit gedachte musikalische Lehre des Kontrapunkts auf die Erzählung von umstrittener Geschichte, vor allem in kolonialisierten Staaten angewandt. Die Ereignisse müssten gleichberechtigt aus der Sicht aller Parteien dargestellt und ihre gegenseitige Abhängigkeit bedacht werden. In dem Djerba die Ereignisse des Algerienkrieges sowohl aus der Sicht Theljas als auch der vertriebenen Pied-noir darstellt, würde sie dieser Idee folgen. Auch die Gegenüberstellung der Kriege und Unterdrückung im Elsass und in Algerien gingen in diese Richtung. Sie zeigt auch, dass Assia Djebar im Buche bestimmte Selbstbezüge verankert hat. So wird etwa Antigone auf Seite 210 als „unnachgiebig“ und „eine, die die Wahrheit über die Toten erhellt“ beschrieben. Beides sind Verweise auf ihr Pseudonym, Djebar ist „der Kompromisslose“ und Assia eine Heilerin und Begleiterin.
Es handelt sich um den ersten Text Djebars, der ausschließlich in Europa spielt. Zur Recherche stand ihr ein Literaturstipendium der Stadt Straßburg zur Verfügung. Verfasst hat Djebar das Buch dann jedoch erst später in Louisiana.

## Rezeption
Kristina Maidt-Zincke bemängelt in der FAZ sowohl eine sprachliche Schwülstigkeit des Romans als auch einen Mangel an thematischer Fokussierung. Der Prolog über die Evakuierung Straßburgs zeige das Können Djebars, der Rest des Romans sei aber von „brettsteifen Dialogen, linkischen Perspektivwechseln und bemühten Lyrismen“ geprägt. Maati Kabbal schreibt in Libération, dass Thelja das Bild einer Frau biete, die „zugleich entbrannt und verzweifelt sei, das Bild der absoluten Leidenschaft“.

## Ausgaben
- Les nuits de Strasbourg. Actes Sud, Arles, ISBN 978-2-7427-4226-4.
- Nächte in Straßburg. S. Fischer Verlag, Frankfurt am Main, übersetzt von Beate Thill, ISBN 978-3-596-18266-4.